# Twistane
Le twistane ou le tricyclo[4.4.0.03,8]décane (nom IUPAC) est un composé organique qui est un cycloalcane tricyclique. C'est un isomère du plus simple des diamondoïdes, l'adamantane et comme celui-ci, il n'est pas très volatil. Le twistane a été nommé ainsi en raison de la façon dont ses cycles hexane sont forcés de manière permanente dans une conformation dite twist-boat (« bateau tordu »).

## Stéréochimie
Les seules opérations de symétrie du twistane sont des rotations de 180°, il ne possède que trois axes C2 perpendiculaires et passant par le centre de la molécule. Ainsi le groupe de symétrie du twistane est D2. Bien qu'il possède quatre atomes de carbone chiraux, il n'existe qu'une paire d'énantiomères du fait de sa symétrie par rapport aux axes C2 :
- (+)-twistane ou (1R,3R,6R,8R)-tricyclo[4.4.0.03,8]décane, de numéro CAS 21449-14-9 ;
- (–)-twistane ou (1S,3S,6S,8S)–tricyclo[4.4.0.03,8]décane, de numéro CAS 37165-28-8.

## Synthèse
La synthèse du twistane a été publiée par H.W. Whitlock en 1962. Depuis, il a été synthétisé de nombreuses façons. La synthèse originale de 1962 est basée sur des dérivés du bicyclo[2.2.2]octane. Une autre synthèse de 1967 utilise une condensation aldolique intramoléculaire d'une cis-décaline dicétone (3,9-dioxo-cis-décaline). Le twistane peut aussi être formé à partir du basketane par hydrogénation de deux de ses liaisons C-C pour les cliver.

## Propriétés
Le spectre RMN du twistane consiste en trois multiplets à 8,37, 8,46 et 8,67τ dans un ratio 1:2:1.

## Polytwistane
Le polytwistane est un polymère hypothétique d'unités twistane fusionnées en attente d'une synthèse réelle,,,.